# Wasserturm auf dem Burgberg (Erlangen)
Der Wasserturm auf dem Burgberg ist ein auf dem Burgberg in der mittelfränkischen Stadt Erlangen gelegener Wasserturm. Eigentümer des denkmalgeschützten Bauwerks, das seit 1905 in Betrieb ist, sind die Erlanger Stadtwerke (ESTW). Die weithin sichtbare Turmspitze ist eines der Wahrzeichen der Stadt.

## Geschichte und Beschreibung
Im Zuge der Industrialisierung stieg der Wasserverbrauch in Erlangen während des 19. Jahrhunderts rapide an. Gleichzeitig verschlechterte sich die Wasserqualität der damals zahlreich vorhandenen Brunnen. Das erste zentrale Wassernetz der Stadt ging schließlich am 30. November 1891 in Betrieb, wofür man ein Wasserwerk im westlichen Regnitztal sowie ein Hochreservoir am Hang des Burgbergs errichtet hatte.
Die Wasserversorgung der Anwesen auf dem Burgberg, die bis dahin fast ausschließlich aus Gärten und Steinbrüchen bestanden, war zunächst noch durch Quellen und Brunnen gesichert. In den 1890er Jahren begann die Bebauung des Berges mit Wohnhäusern. Insbesondere im Bereich um die Burgbergstraße (bis 1898 Auf dem Berg) entstanden zahlreiche Villen wohlhabender Bürger. Um auch die stark wachsende Bevölkerung des „oberen Stadtteils“ mit fließendem Wasser versorgen zu können, beschloss der Stadtmagistrat zu Beginn des 20. Jahrhunderts die Errichtung eines Wasserturms.
Der 32 Meter hohe Turm wurde in den Jahren 1904 und 1905 nach Plänen des Stadtbaurats Franz Kreuter und Entwürfen des Münchner Bauassistenten Hugo Sieber erbaut. Der vergleichsweise schlanke Turmschaft mit gerundetem Kern und rechtwinkligen Eckeinfassungen steht auf einem hohen, zweigestuften Sockel. Der 100 Kubikmeter fassende Wasserbehälter befindet sich im weithin sichtbaren, teilweise mit Holz verkleidetem Kopfteil. Die Fassade des im Inneren aus Beton errichteten Bauwerks wurde, dem Zeitgeschmack der wilhelminischen Ära entsprechend, historistisch gestaltet. Mit seinem quadratischen Grundriss, bossierten Quadern, Erkern, Spitzbögen, den wie Schießscharten wirkenden Fenstern und dem ziegelgedeckten Pyramidendach erinnert das Äußere stark an einen mittelalterlichen Bergfried, wofür er von ortsfremden Besuchern der Stadt oft auch gehalten wird. Zu diesem Eindruck trägt nicht zuletzt sein Standort auf dem Burgberg bei, auf dem sich allerdings kein namensgebender Wehrbau nachweisen lässt. Der Turm war anfangs gegen Entgelt öffentlich zugänglich. Durch seine exponierte Lage bot er eine weite Aussicht bis nach Nürnberg, Fürth und Forchheim.
Der Wasserturm, der zunächst ausschließlich der Versorgung der Anwesen auf dem Burgberg diente, wurde erst später an das Gesamtnetz der Stadt angeschlossen. Dafür wurde 1956 der direkt östlich neben dem Turm befindliche Hochbehälter mit einem Speichervolumen von 4.000 Kubikmetern erbaut. 60 Jahre später war auch dieses Reservoir zu klein, um die Wasserversorgung bei einer stetig wachsenden Einwohnerzahl sicherzustellen. Es wurde durch einen zusätzlichen Hochbehälter von 12.000 Kubikmetern erweitert, der 2015–2017 auf gleicher Höhe aber im nahen Erlanger Meilwald auf dem Rathsberg errichtet wurde.

## Bildergalerie

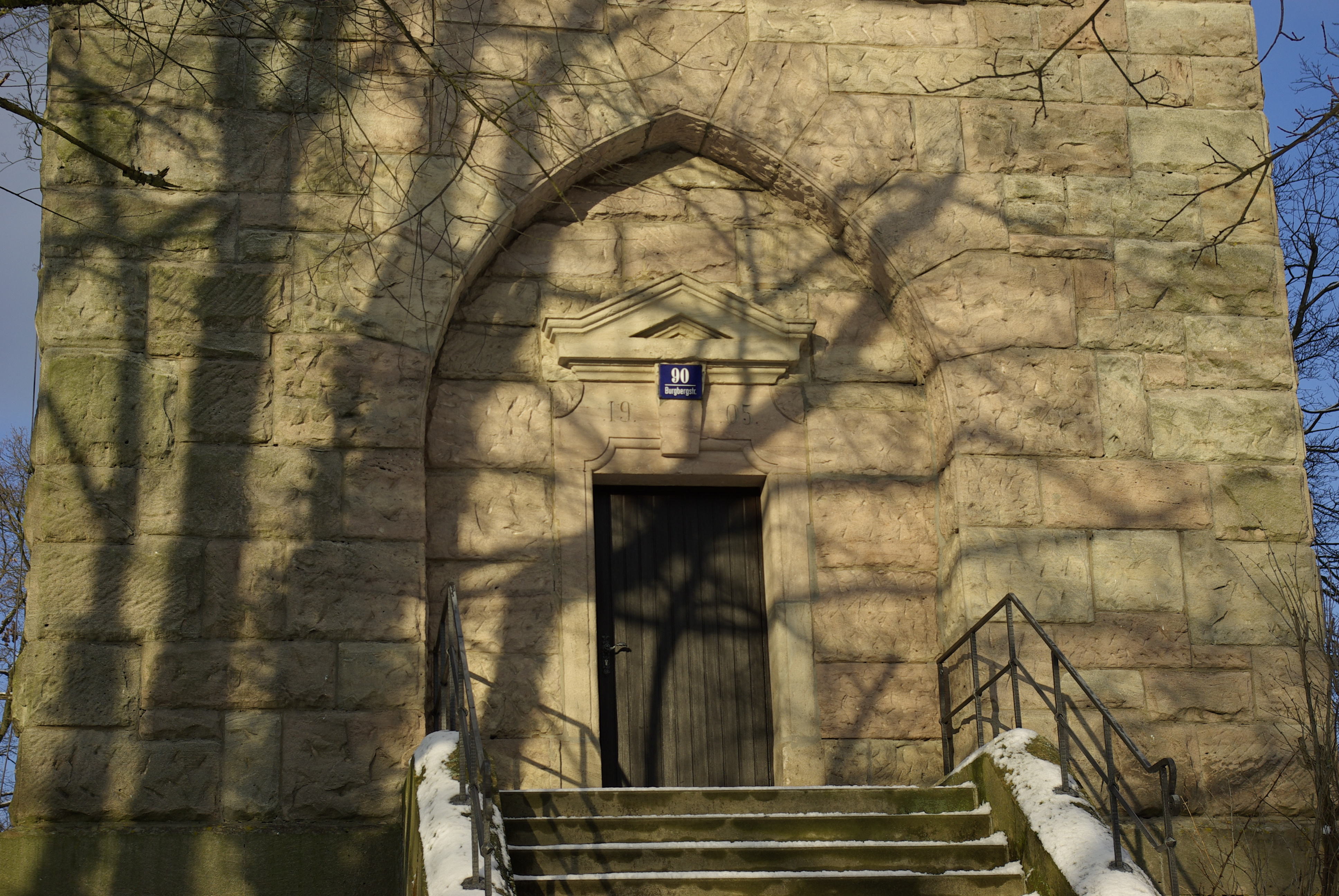
Eingangsportal, 2013
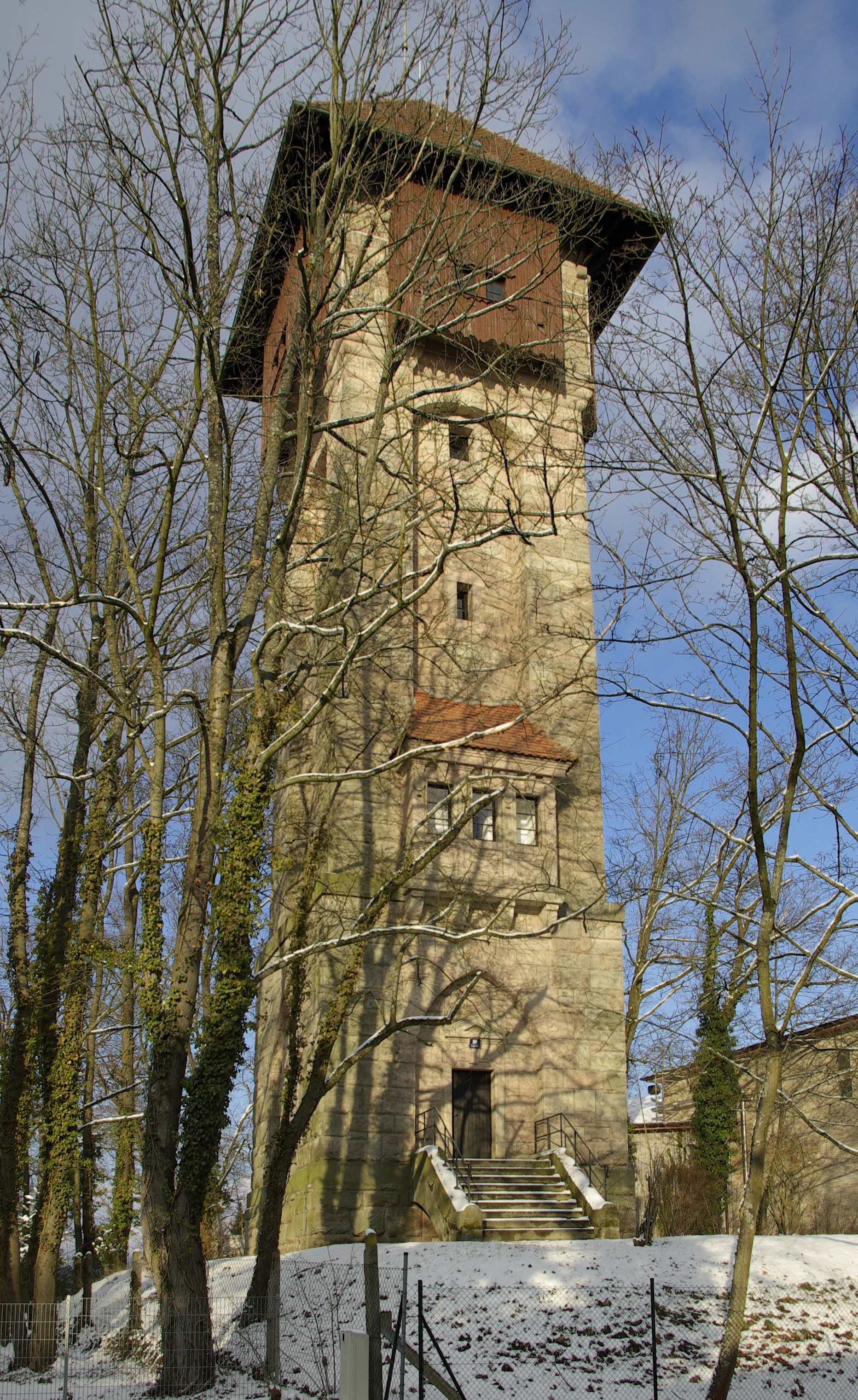
Südfassade, 2013
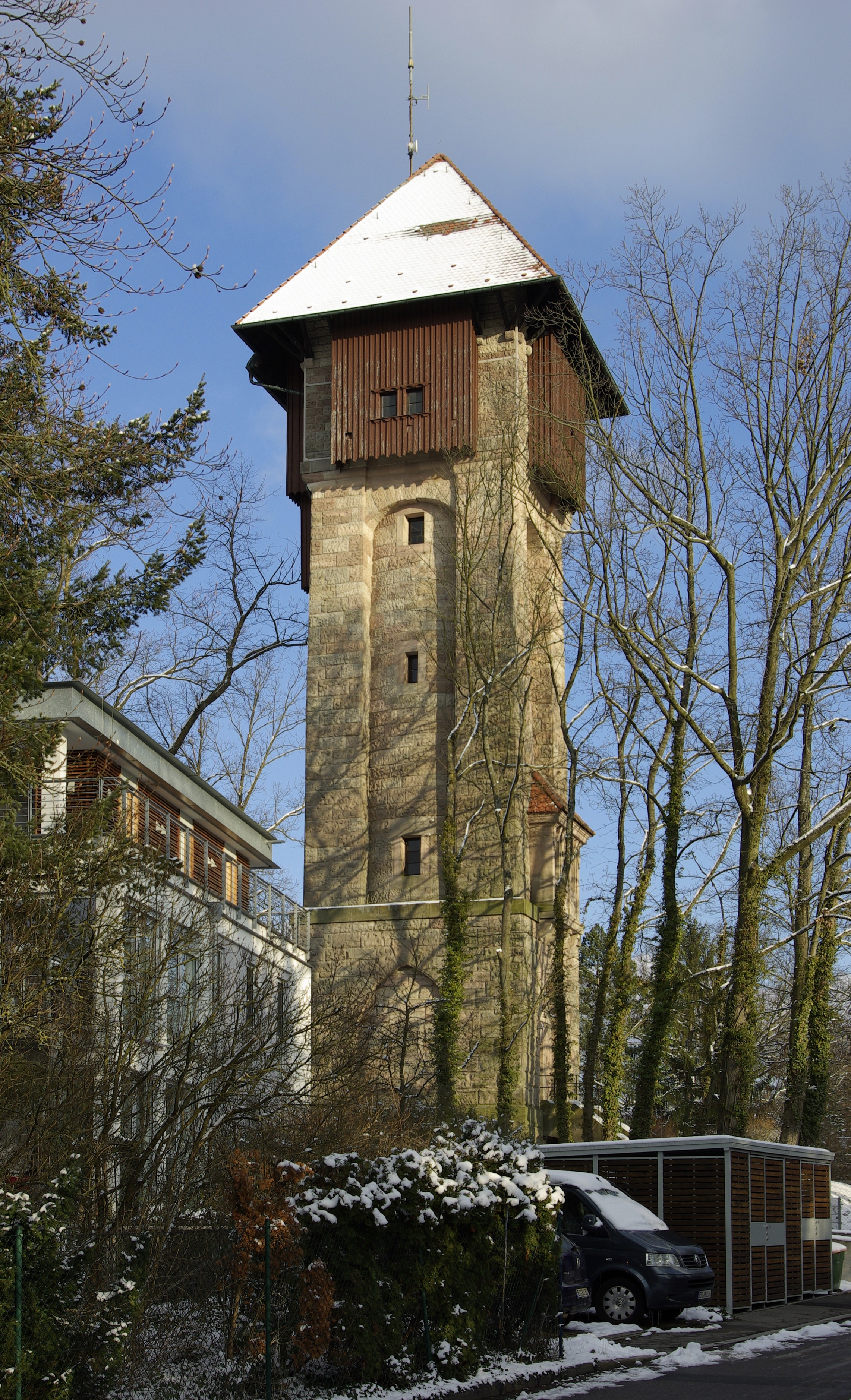
Westfassade, 2013
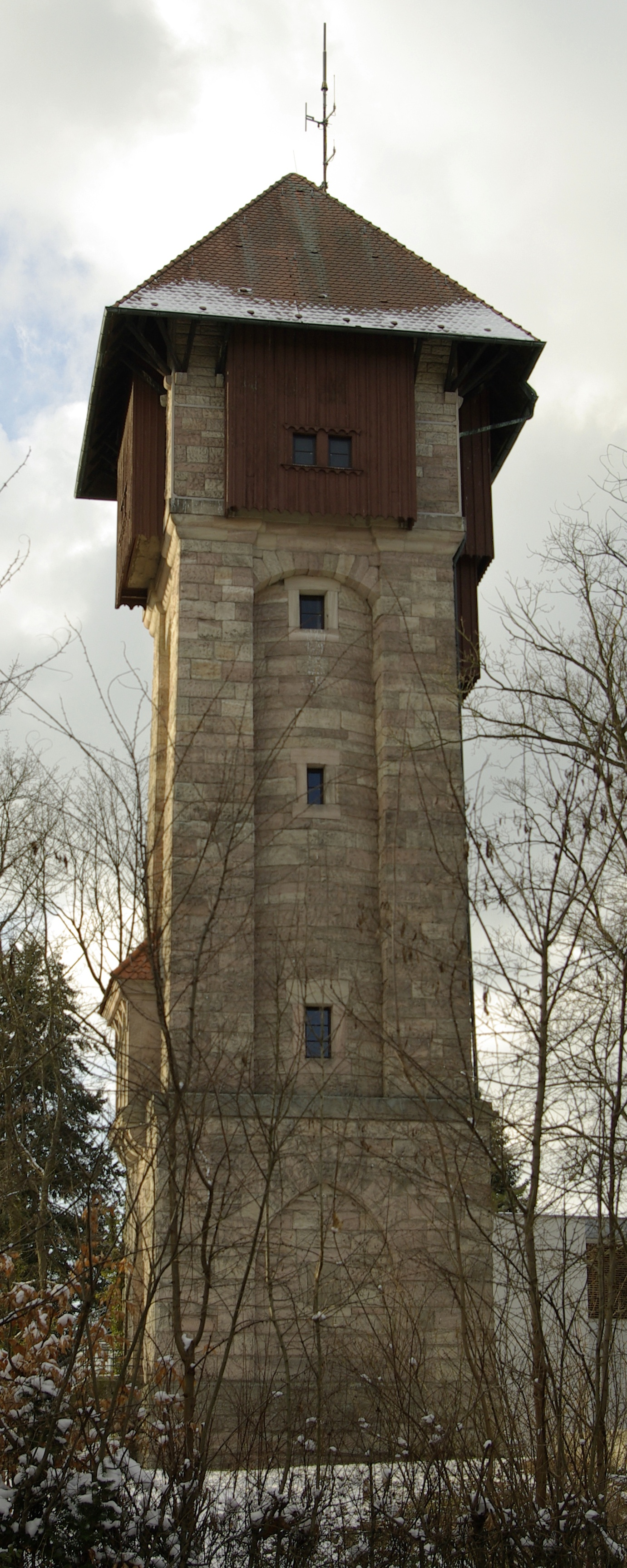
Ostfassade, 2013
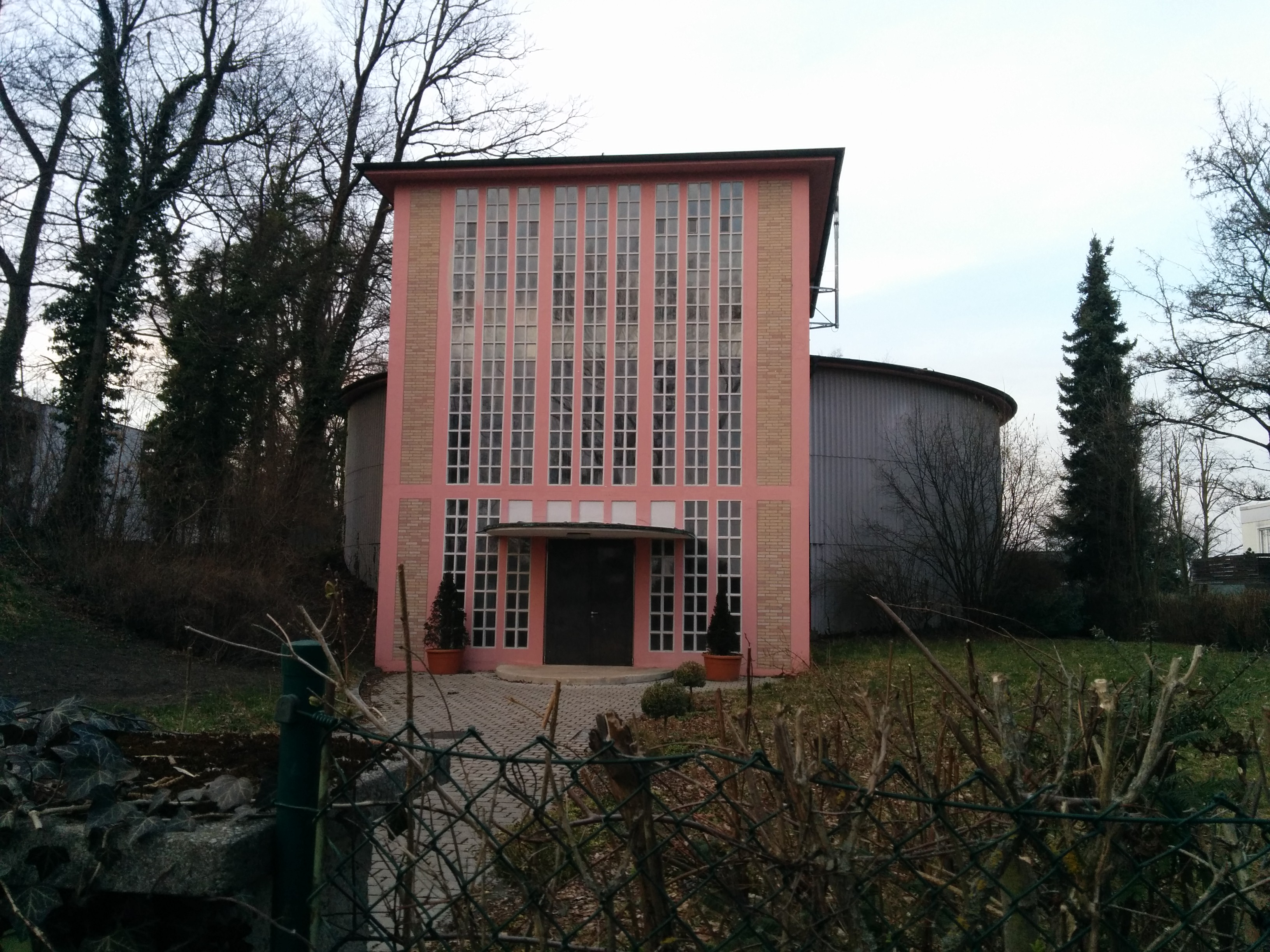
Hochbehälter, 2015
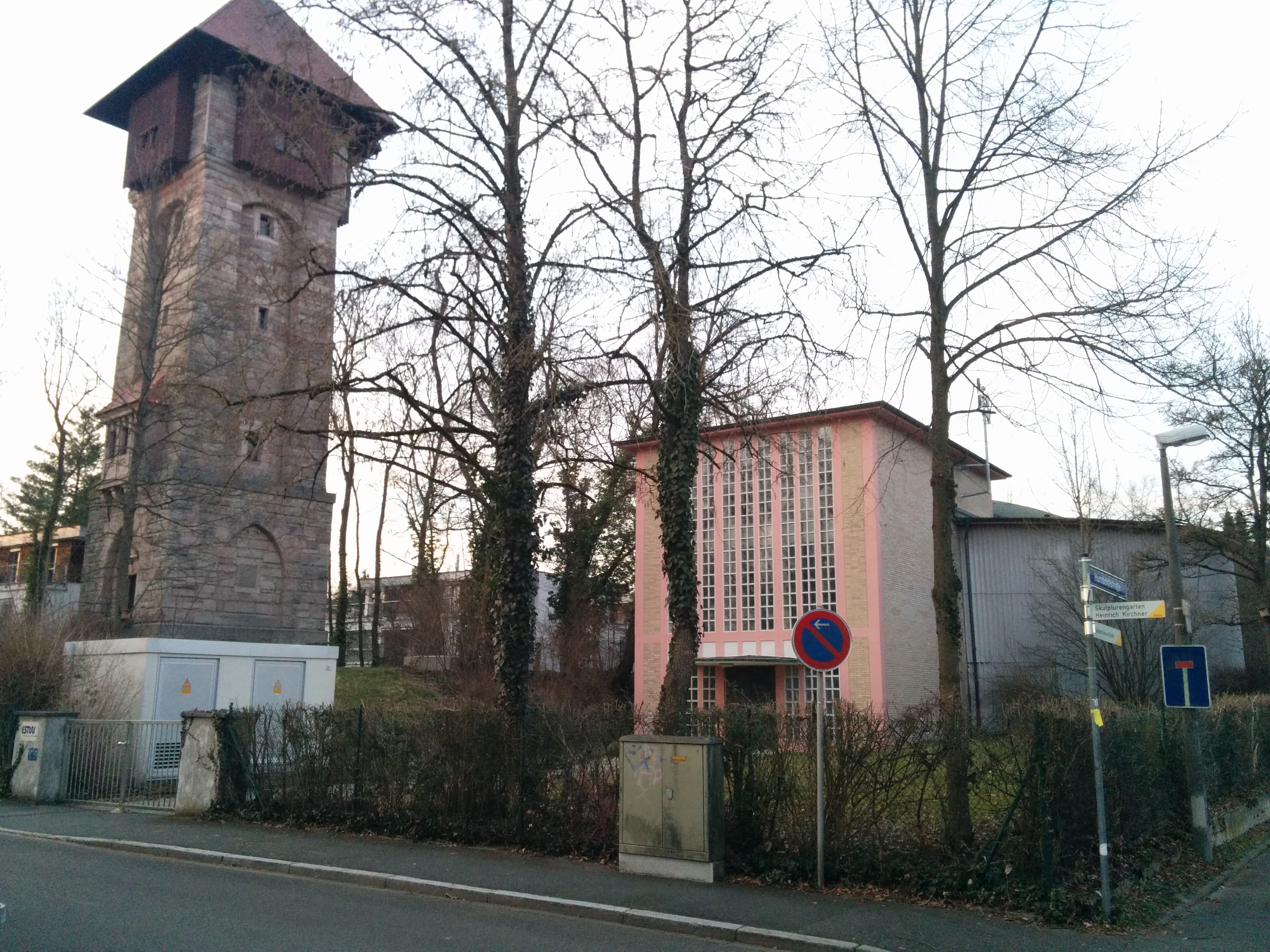
Turm und Hochbehälter, 2015
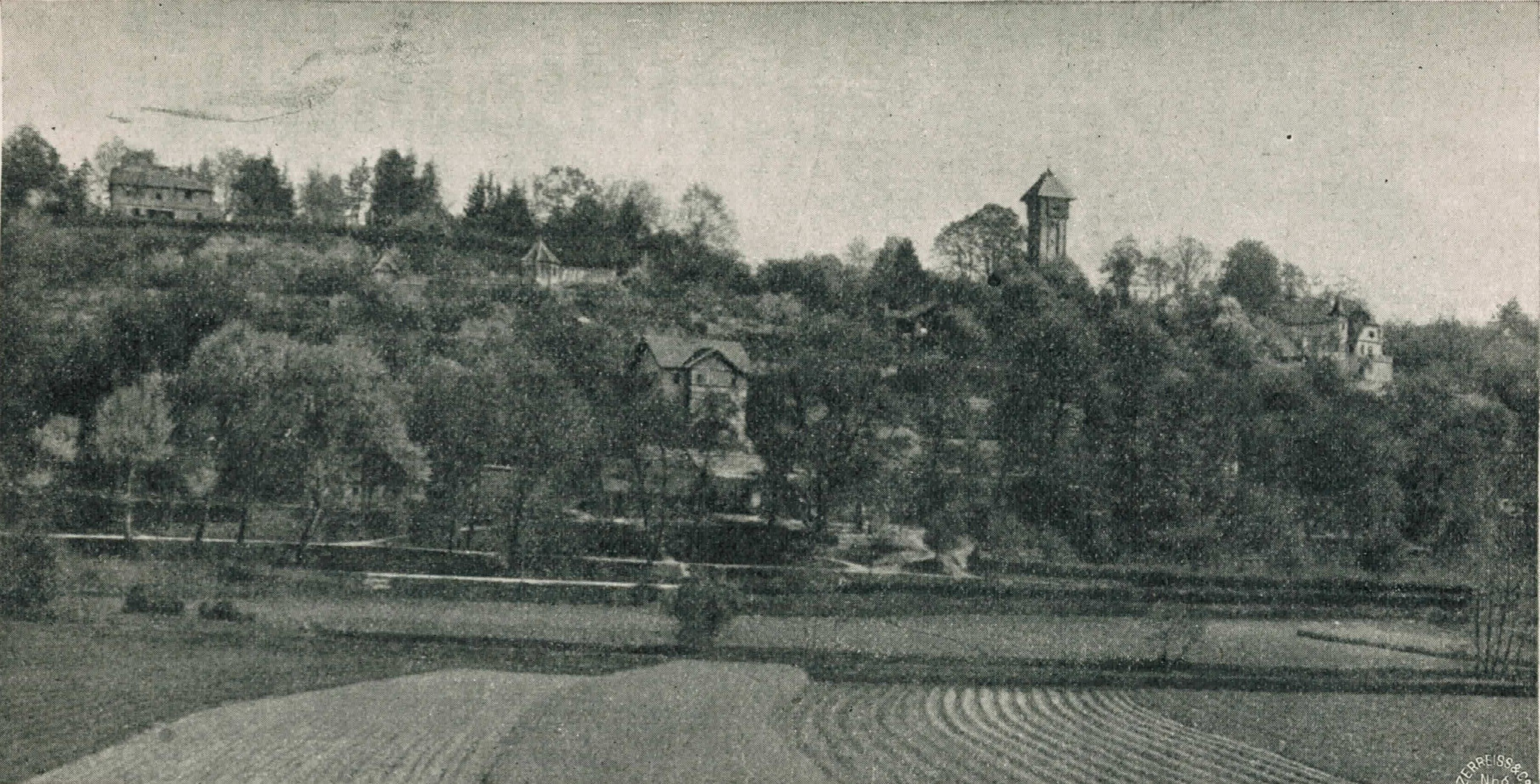
Historischer Blick zum westlichen Burgberg mit Wasserturm, 1913